# Kryzys kwarcowy
Kryzys kwarcowy (znany również jako rewolucja kwarcowa) – termin używany w przemyśle zegarmistrzowskim, odnoszący się do zawirowań spowodowanych pojawieniem się w latach 70. XX wieku zegarków kwarcowych, które w dużej mierze zastąpiły mechaniczne zegarki. Spowodował on głęboki kryzys szwajcarskiego przemysłu zegarmistrzowskiego, który zdecydował się pozostać skoncentrowany na tradycyjnych zegarkach mechanicznych, podczas gdy firmy azjatyckie, takie jak Seiko, Citizen i Casio w Japonii, przyjęły nową technologię elektroniczną, opartą na kwarcowym generatorze drgań.

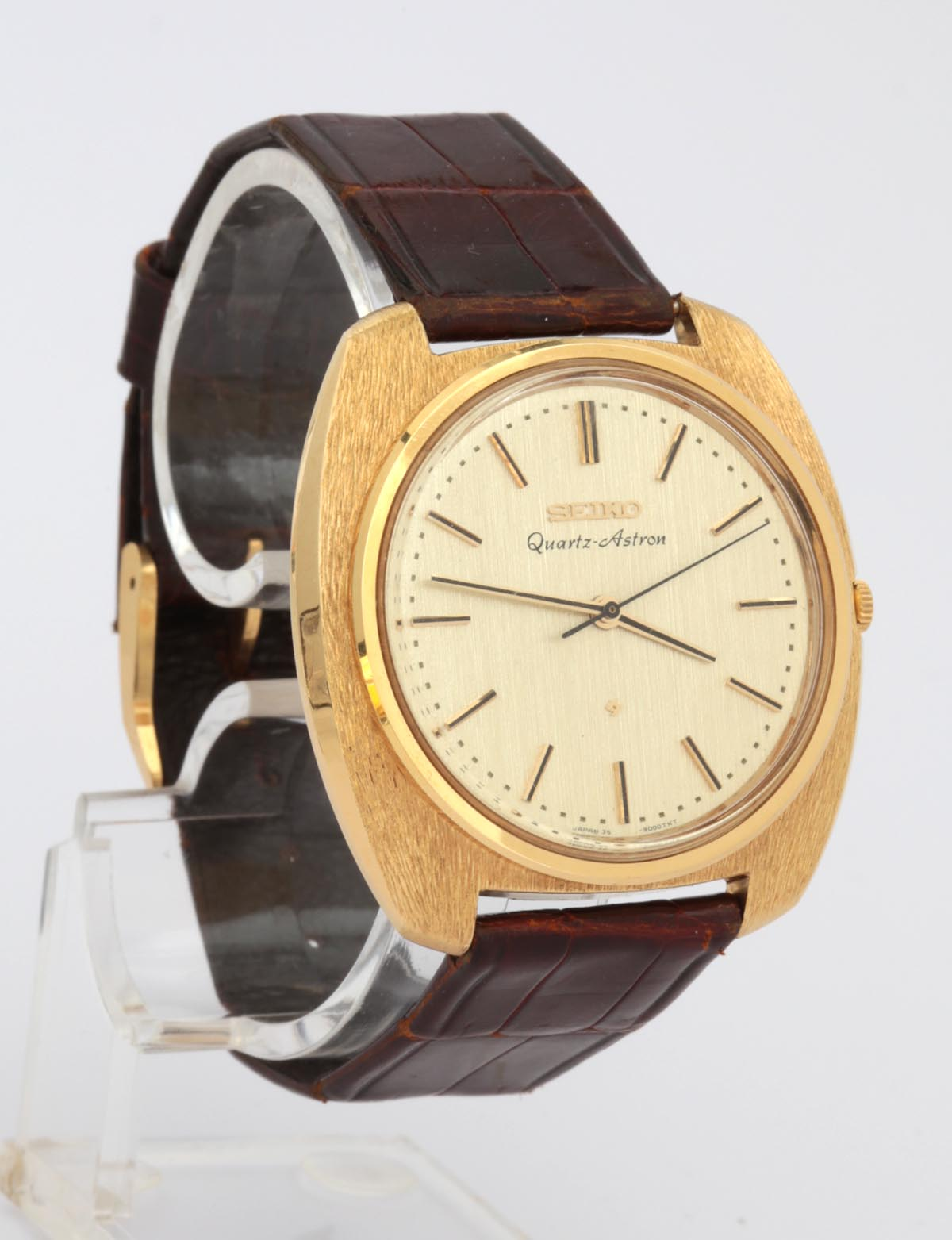
Seiko Astron – pierwszy, produkowany na masową skalę, zegarek kwarcowy

Kryzys kwarcowy miał miejsce w czasach globalnej rewolucji cyfrowej (trzeciej rewolucji przemysłowej), która rozpoczęła się pod koniec lat 50. Za początek kryzysu uznaje się 25 grudnia 1969 roku, gdy  na rynku pojawił się pierwszy zegarek kwarcowy – Seiko Astron.
Do najważniejszych osiągnięć technologicznych należy zastąpienie delikatnego i podatnego na uszkodzenia mechanicznego balansu i wychwytu oraz przekładni zębatych przez generator kwarcowy i elektroniczne dzielniki częstotliwości, jak również zastąpienie mechanicznych wskazówek przez wyświetlacze LED i ciekłokrystaliczne (LCD).
Zegarki kwarcowe są dokładniejsze niż mechaniczne, mają znacznie mniej lub nie mają ruchomych części mechanicznych, przez co są tańsze w produkcji.

## Historia

### Przed kryzysem

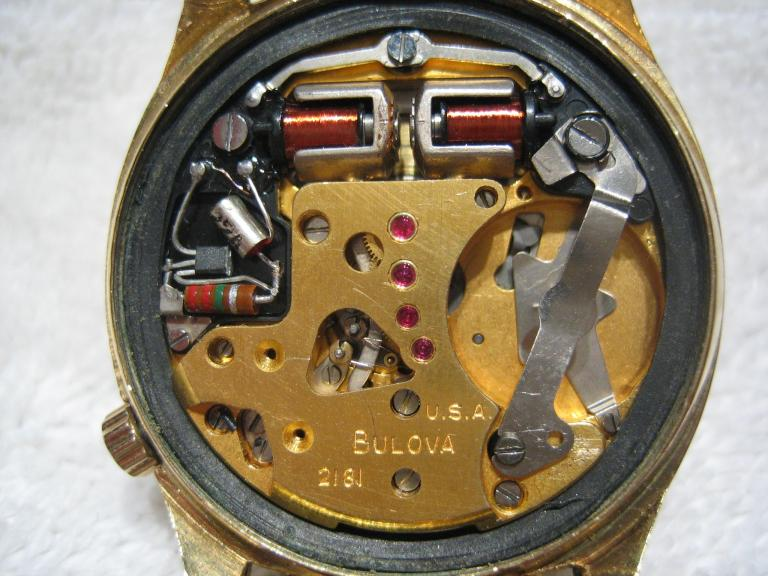
Wnętrze zegarka Accutron. Na górze powyżej cewek widełki kamertonu, po lewej generator elektroniczny.

Podczas II wojny światowej szwajcarska neutralność pozwoliła przemysłowi zegarmistrzowskiemu kontynuować produkcję sprzętu do pomiaru czasu przeznaczonego na rynek konsumencki, podczas gdy pozostałe rozwinięte kraje świata przekierowały produkcję sprzętu do pomiaru czasu na potrzeby wojskowe. W wyniku tego szwajcarski przemysł zegarmistrzowski cieszył się praktycznie monopolem. Branża ta rozwijała się w warunkach braku rzeczywistej konkurencji. Szacuje się, iż do lat 70. szwajcarski przemysł zegarmistrzowski stanowił 50% światowego rynku zegarków.
Na początku lat 50. ubiegłego wieku zawiązana została spółka joint venture pomiędzy amerykańskim Elgin National Watch Company i francuskim LIP w celu wyprodukowania zegarka elektromechanicznego – napędzanego małą baterią, a nie sprężyną napędową – pokładając podwaliny pod zegarek kwarcowy. Chociaż spółka Lip-Elgin produkowała tylko prototypy, w 1957 roku produkowano pierwszy mechaniczny zegarek napędzany baterią, amerykański Hamilton 500. W zegarku drgania balansu rozłączały i włączały cewkę, której pole magnetyczne poruszało elementem przekazującym ruch balansowi. Układ doprowadzania zasilania do cewki był awaryjny, w kolejnych wersjach poprawiono zasilanie.  
W roku 1954 szwajcarski inżynier Max Hetzel opracował elektroniczno-mechaniczny zegarek na rękę, w którym mechaniczny balans i sprężynowy napęd zastąpiono elektronicznym generatorem z mechanicznym regulatorem chodu (kamertonem). Układ był zasilany ogniwem o napięciu 1,35 wolta. Tranzystorowy oscylator drgał z częstotliwością 360 Hz, zasilając cewkę magnetyczną. Zmienne pole magnetyczne cewki wprawiało w drgania widełki kamertonu, którego drgania wpływały na pole magnetyczne cewki w obwodzie sprzężenia zwrotnego oscylatora. Dodatkowo pole magnetyczne cewki poruszało elementem przekazującym ruch do przekładni mechanicznej napędzającej wskazówki. Zegarek ten pod nazwą Accutron został wprowadzony na rynek przez firmę Bulova w 1960 roku. Chociaż konstrukcja Bulova nie była pierwszym zegarkiem na rękę zasilanym bateryjnie, jednak wprowadzenie elektronicznego generatora drgań było oznaką zmian. W tym czasie szwajcarski przemysł zegarmistrzowski był dojrzały z wielowiekowym rynkiem globalnym oraz głęboko zakorzenionymi wzorcami produkcji i marketingu.

## Rewolucja
Elektroniczny zegar z kwarcowym rezonatorem jako regulatorem szybkości chodu zegara skonstruowano w 1928 w Bell Labs, jednak były to konstrukcje o znacznych rozmiarach. Pod koniec lat 50. i na początku lat 60. zarówno japońskie Seiko, jak i konsorcjum szwajcarskich firm zegarmistrzowskich, takich jak Patek Philippe, Piaget SA i Omega, rywalizowały o opracowanie pierwszego naręcznego zegarka kwarcowego. W 1962 roku w Neuchâtel powstało Centre Electronique Horloger (CEH), składające się z około 20 szwajcarskich producentów zegarków, w celu opracowania szwajcarskiego zegarka kwarcowego; jednocześnie w Japonii Seiko pracowało również nad zegarkiem cyfrowym i technologią kwarcową.
Jednym z pierwszych sukcesów był przenośny zegar kwarcowy o nazwie Seiko Crystal Chronometer QC-951. Służył on jako zapasowy zegar podczas biegów maratońskich podczas Letniej Olimpiady w Tokio w 1964 roku.
W latach 1966–1967 zarówno CEH, jak i Seiko zaprezentowali prototypy zegarków kwarcowych na konkurs organizowany przez obserwatorium w Neuchâtel.
25 grudnia 1969 roku Seiko zaprezentował model Astron, pierwszy na świecie, niebędący prototypem zegarek kwarcowy, który wyznaczył początek kwarcowej rewolucji. Pierwszy szwajcarski analogowy zegarek kwarcowy – Ebauches SA Beta 21 mający ruch Beta 1 – pojawił się na targach w Bazylei w 1970 roku. Mechanizm Beta 21 został umieszczony również w innych modelach zegarków szwajcarskich, takich jak Omega Electroquartz. 6 maja 1970 roku Hamilton przedstawił Pulsar – pierwszy na świecie elektroniczny zegarek cyfrowy.

### Wzrost popularności zegarków kwarcowych

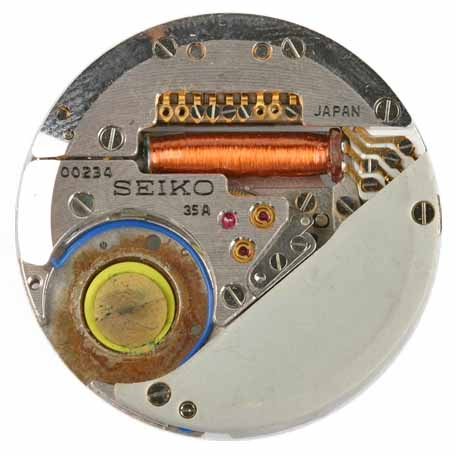
Mechanizm kwarcowy w Seiko Astron

W 1974 roku Omega wprowadziła na rynek Marine Chronometer, pierwszy zegarek, który kiedykolwiek otrzymał certyfikat chronometru morskiego, z dokładnością do 12 sekund na rok, wykorzystujący układ kwarcowy wytwarzający 2 400 000 drgań na sekundę. W 1976 roku Omega wprowadziła Chrono-Quartz, pierwszy na świecie analogowo-cyfrowy chronograf, który w ciągu 12 miesięcy został zastąpiony przez cal.1620, pierwszy zegarek na rękę z całkowicie cyfrowym chronometrem LCD.
Pomimo wyżej wymienionych postępów, Szwajcarzy wahali się, czy podjąć się produkcji zegarków kwarcowych na masową skalę, bowiem w tym czasie szwajcarskie zegarki mechaniczne zdominowały rynki światowe. Ponadto, zegarmistrzostwo było dużym składnikiem szwajcarskiej tożsamości narodowej. Z ich pozycji siły rynkowej, a także z punktu widzenia zapotrzebowania krajowego przemysłu zegarmistrzowskiego zorganizowanego w kierunku mechanicznych zegarków, wielu w Szwajcarii uważało, że przejście na zegarki elektroniczne było niepotrzebne. Inni, poza Szwajcarią, dostrzegli jednak przewagę zegarków kwarcowych i dalej rozwijali tę technologię.
Do 1978 roku zegarki kwarcowe wyprzedziły mechaniczne zegarki pod względem popularności, pogrążając szwajcarski przemysł zegarmistrzowski w kryzysie, a jednocześnie wzmacniając zarówno japoński, jak i amerykański, przemysł zegarmistrzowski. Okres ten charakteryzował się brakiem innowacji w Szwajcarii, a jednocześnie przemysł zegarmistrzowski innych krajów w pełni wykorzystywał pojawiające się technologie, w szczególności technologię mechanizmu kwarcowego, stąd pojęcie kryzysu kwarcowego.
W wyniku zawirowań ekonomicznych, będących pokłosiem kryzysu kwarcowego, wiele niegdyś zyskownych i słynnych szwajcarskich przedsiębiorstw zegarmistrzowskich stało się niewypłacalnych lub ogłosiło upadłość. Te wydarzenia nadwerężyły szwajcarską branżę zegarmistrzowską zarówno pod względem ekonomicznym, jak i psychologicznym. W latach 70. i na początku 80. ubiegłego wieku rewolucja technologiczna, tzn. pojawienie się technologii kwarcowej, oraz trudna sytuacja gospodarcza spowodowały zmniejszenie się szwajcarskiego przemysłu zegarmistrzowskiego. W latach 1970–1983 liczba szwajcarskich zegarmistrzów spadła z 1600 do 600. W latach 1970–1988 zatrudnienie w szwajcarskiej branży zegarmistrzowskiej spadło z 90 000 do 28 000.
Poza Szwajcarią kryzys jest często określany mianem kwarcowej rewolucji. Kiedy w 1969 roku wprowadzono pierwsze zegarki kwarcowe, Stany Zjednoczone szybko osiągnęły technologiczną przewagę, częściowo dzięki badaniom w dziedzinie mikroelektroniki dla potrzeb wojskowych i programu kosmicznego. To właśnie amerykańskie firmy, takie jak Texas Instruments, Fairchild Semiconductor i National Semiconductor, rozpoczęły masową produkcję cyfrowych zegarków kwarcowych i uczyniły je przystępnymi cenowo.
Nie trwało jednak długo: w 1978 roku Hongkong wyeksportował największą liczbę zegarków elektronicznych na świecie, a amerykańskie firmy produkujące półprzewodniki wycofały się z rynku zegarków. Z wyjątkiem Timexu i Bulovy, pozostałe tradycyjne amerykańskie firmy zegarmistrzowskie, w tym Hamilton, zaprzestały działalności i sprzedały swoje marki zagranicznym konkurentom; Bulova ostatecznie sprzedała je w 2008 roku japońskiej firmie Citizen.

## Pokłosie

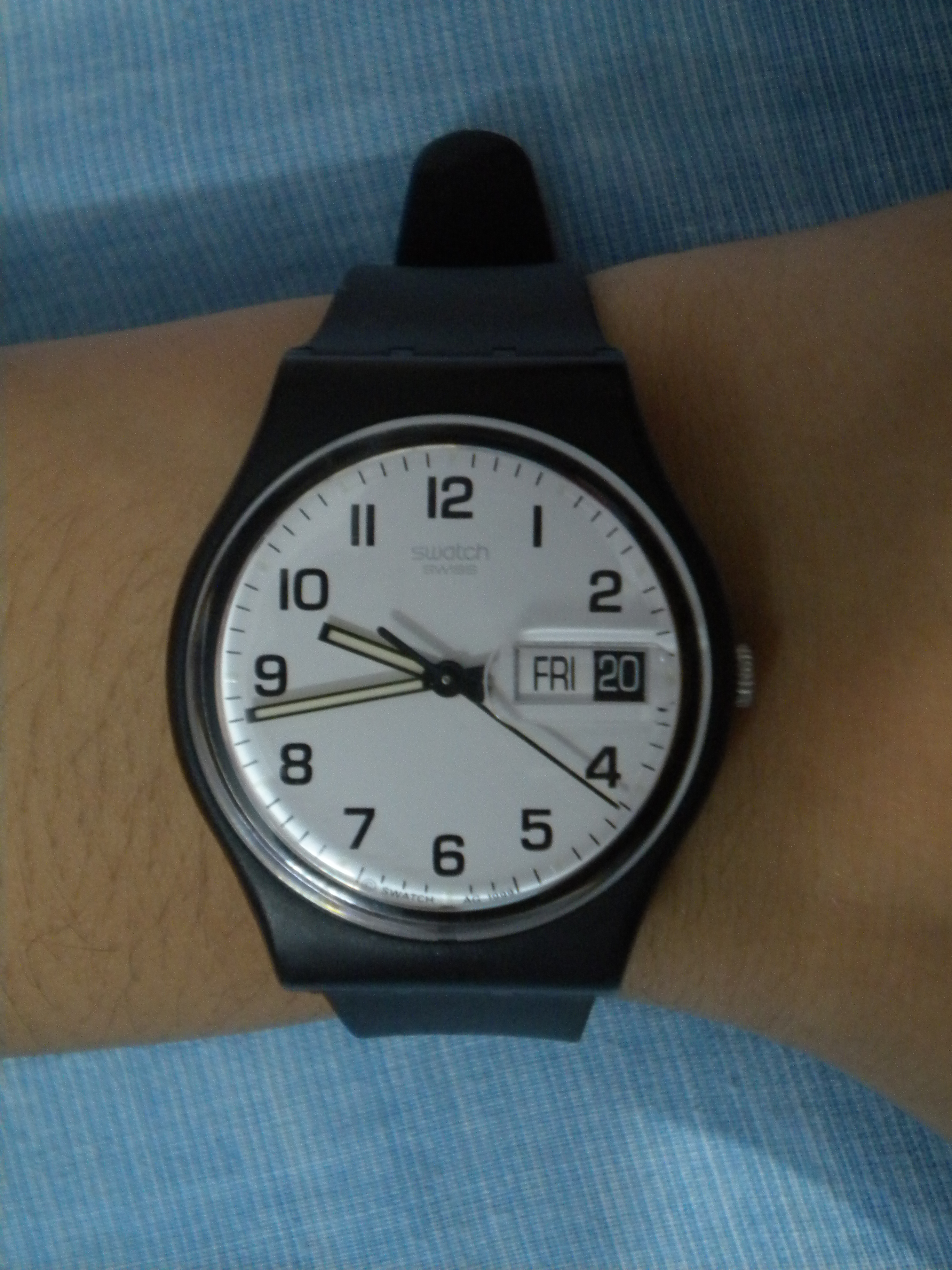
Zegarek Swatch

### The Swatch Group
W marcu 1983 roku dwie największe szwajcarskie grupy zegarmistrzowskie, ASUAG (Société Générale de l'Horlogerie Suisse SA) i SSIH (Société Suisse pour l'Industrie Horlogère), połączyły się w celu ratowania branży, tworząc ASUAG/SSIH, które później przekształciły się w SMH (Société de Microélectronique et d'Horlogerie).
Spółka ta była poprzedniczką Grupy Swatch, która miała odegrać zasadniczą rolę w ożywieniu szwajcarskiego przemysłu zegarmistrzowskiego, dając nowy początek wszystkim zainteresowanym markom; w 1998 roku została przemianowana na Swatch – największego producenta zegarków na świecie.
Produkt firmy Swatch był umieszczony w plastikowej kopercie, sprzedawany jako towar jednorazowego użytku z niewielką możliwością naprawy i miał mniej ruchomych części (51) niż zegarki mechaniczne (około 91). Ponadto, produkcja była zasadniczo zautomatyzowana, co skutkowało wyższą rentownością. The Swatch Group odniósł ogromny sukces; w ciągu niespełna dwóch lat sprzedano ponad 2,5 mln zegarków Swatch. Oprócz własnej linii produktów Swatch, The Swatch Group ma pod swoją pieczą również inne marki zegarków, takie jak Blancpain, Breguet, Glashütte Original, Harry Winston, Longines, Omega, Tissot.

### Odrodzenie popytu na zegarki mechaniczne
Pojawiły się nowe tendencje. Na amerykańskim rynku krajowym, Swatch był czymś w rodzaju mody lat 80., oferując wiele różnych kolorów i wzorów; większość produkcji nadal pochodziła z krajów azjatyckich, w szczególności z Japonii, skąd pochodzą takie marki jak Casio, Seiko czy Citizen.
Z drugiej strony, kwarcowa rewolucja zmusiła wielu szwajcarskich producentów do szukania możliwości w wyższych sferach; popularne są zegarki firm takich jak Patek Philippe, Vacheron Constantin, Audemars Piguet i Rolex. Zegarki mechaniczne stopniowo stały się dobrami luksusowymi cenionymi za kunsztowne wykonanie, estetykę i efektowny wygląd, niekiedy związany ze statusem społecznym ich właścicieli, a nie za proste urządzenia służące do pomiaru czasu.

### Smartwatche
W drugiej dekadzie XXI wieku smartwatche zaczęły zwiększać swój udział w światowym rynku zegarków, zwłaszcza po wprowadzeniu na rynek Apple Watch w 2015 roku.
Wzrost popularności smartwatchy następuje w warunkach globalnej czwartej rewolucji przemysłowej i istnieją obawy co do powstania nowego kryzysu, który może jeszcze bardziej zagrozić szwajcarskiemu przemysłowi zegarmistrzowskiemu, mimo że jest to mało prawdopodobne, bowiem osoby kupujące zegarki automatyczne i mechaniczne są zazwyczaj bardziej zamożne i nie chcą ukrywać swojego statusu społecznego.
W lutym 2020 poinformowano, iż Apple w 2019 roku sprzedał więcej smartwatchy niż cały szwajcarski przemysł zegarmistrzowski (w tym samym czasie) razem wzięty.